# Liste der Baudenkmäler in Allersberg
Auf dieser Seite sind die Baudenkmäler in dem mittelfränkischen Markt Allersberg zusammengestellt. Diese Tabelle ist eine Teilliste der Liste der Baudenkmäler in Bayern. Grundlage ist die Bayerische Denkmalliste, die auf Basis des Bayerischen Denkmalschutzgesetzes vom 1. Oktober 1973 erstmals erstellt wurde und seither durch das Bayerische Landesamt für Denkmalpflege geführt wird. Die folgenden Angaben ersetzen nicht die rechtsverbindliche Auskunft der Denkmalschutzbehörde.
 Diese Liste gibt den Fortschreibungsstand vom 18. Dezember 2014 wieder und enthält 66 Baudenkmäler.

## Ensembles

### Vorderer Markt

Panorama des Vorderen Markts

Das Ensemble  (Lage) umfasst den sogenannten Vorderen Markt, einen Straßenmarkt der südlich der ehemaligen Burg der Herren von Wolfstein 1323 planmäßig angelegt wurde, nachdem die Wolfsteiner durch königliches Privileg Markt- und Befestigungsrechte erhalten hatten. Vorbildlich für die Anlage sollte der Marktplatz von Neumarkt in der Oberpfalz sein. Der Platz ist in der Regel durch zweigeschossige Giebelhäuser des 17. bis 19. Jahrhunderts umbaut, die zum größeren Teil nach Kriegszerstörungen 1945 erneuert wurden und sich als Putzbauten darstellen. In der großen Zahl von Gasthäusern manifestiert sich noch die historische Bedeutung des Allersberger Braugewerbes. Am Unteren Tor, das die westliche Schmalseite des Platzes abschließt, setzt die katholische Pfarrkirche, ein Barockbau von 1710, den beherrschenden Akzent im Platzbild. Die Kirche, die am Platz der Spitalkirche entstand, ist nach Norden gerichtet und ordnet sich bewusst mit ihrem Südgiebel und dem Satteldach der Reihe der nördlichen Bürgerhäuser ein. Ihr Turm ist als Pfarr- und Marktturm von großer städtebaulicher Bedeutung. Zwischen Kirche und Tor, dem einzigen Rest der mittelalterlichen Befestigung, erhebt sich das 1339 gestiftete ehemalige Spital, ein barocker Neubau von 1738, in dem sich der Einfluss der Eichstätter Architektur des 18. Jahrhunderts dokumentiert. Am östlichen Ende des Platzes gruppieren sich das ehemals Amtsgericht, jetzt Rathaus, der barocke Schweifgiebelbau des Heckelhauses mit seinem Turmpavillon und das vornehme Gilardihaus, ein Bau Gabriel de Gabrielis von 1738, zu einem eindrucksvollen Abschluss. In dem palaisartigen Charakter des Gilardihauses und im Heckelhaus manifestieren sich Wohlstand und Anspruch zweier Manufakturbesitzer, der Begründer der leonischen Industrie in Allersberg. In den rückwärtigen Gebäuden sind Manufakturanlagen noch erhalten. Aktennummer: E-5-76-113-1.

## Marktbefestigung
| Lage                     | Objekt           | Beschreibung | Akten-Nr.              | Bild           |
| ------------------------ | ---------------- | --- | ---------------------- | -------------- |
| Marktplatz 11 (Standort) | Unteres Markttor | Torturm mit angeschlossenem Torhaus, dreigeschossiger Massivbau mit flachgedeckter Durchfahrt und Zeltdach mit Laterne, seitlich angeschlossener, zweigeschossiger und traufseitiger Massivbau mit Satteldach und Durchfahrt, Torturm im Kern 14. Jahrhundert, Turmabschluss und Torhaus 1754 | D-5-76-113-27 Wikidata | weitere Bilder |

## Baudenkmäler nach Gemeindeteilen

### Allersberg
| Lage | Objekt                                                                       | Beschreibung | Akten-Nr.              | Bild                   |
| --- | ---------------------------------------------------------------------------- | --- | ---------------------- | ---------------------- |
| Bahnhofstraße 14 (Standort) | Ehemaliges Bahnhofsempfangsgebäude                                           | Zweigeschossiger Halbwalmdachbau mit Fachwerkgiebeln, rückseitigem Risalit und Sandsteineckquaderung, Heimatstil, 1902 | D-5-76-113-1 Wikidata  | weitere Bilder         |
| Gabrielistraße, vor Nr. 1 (Standort) | Wegkreuz                                                                     | Eisenkreuz mit vergoldetem Corpus auf hohem Sandsteinsockel, um 1900 | D-5-76-113-2 Wikidata  | BW                     |
| Gilardistraße 2 (Standort) | Ehemaliges Manufakturgebäude der Leonischen Fabrik Gilardi                   | Zwei- und dreigeschossige Massivbauten mit Walmdach, 18. Jahrhundert, im 19. und 20. Jahrhundert teilweise verändert und aufgestockt, zum Gilardihaus gehörend; siehe Marktplatz 20 | D-5-76-113-3 Wikidata  | BW                     |
| Hinterer Markt 18 (Standort) | Gasthaus                                                                     | Zweigeschossiger, giebelständiger Satteldachbau, 18. Jahrhundert | D-5-76-113-7 Wikidata  | Gasthaus               |
| Hinterer Markt 24 (Standort) | Ehemaliges Schulhaus                                                         | Zweigeschossiger, verputzter Massivbau mit Walmdach, 1731 | D-5-76-113-71 Wikidata | BW                     |
| Hinterer Markt 26 (Standort) | Mesnerhaus                                                                   | Erdgeschossiger, verputzter Massivbau mit Satteldach, 1746 Hausmadonna, wohl 18./19. Jahrhundert | D-5-76-113-8 Wikidata  | weitere Bilder         |
| Hinterer Markt 28; Nähe Hinterer Markt (Standort)                                                                                            | Alte katholische Pfarrkirche Allerheiligen                                   | Chorturmanlage mit Satteldach und Turm mit Fachwerk-Obergeschossen und Spitzhelm, Langhaus mit Holztonnengewölbe und Chor mit Kreuzgratgewölbe, Turm im Kern romanisch, 12./13. Jahrhundert, Langhaus und Sakristei spätgotisch, 1498, Turmobergeschosse 18. Jahrhundert, Holztonne im Langhaus um 1866, nach Kriegsschäden 1945 wiederhergestellt; mit Ausstattung Kirchhofbefestigung, Sandsteinquadermauer, mittelalterlich | D-5-76-113-9 Wikidata  | weitere Bilder         |
| Hinterer Markt 29 (Standort) | Katholisches Pfarrhaus                                                       | Zweigeschossiger, traufseitiger Massivbau mit Satteldach, 1757, im 19. Jahrhundert stark überformt | D-5-76-113-10 Wikidata | Katholisches Pfarrhaus |
| Hinterer Markt 33 (Standort) | Ehemaliges Pfarrhaus                                                         | Zweigeschossiger, verputzter Massivbau mit Walmdach, 1793 | D-5-76-113-11 Wikidata | Ehemaliges Pfarrhaus   |
| Kirchstraße 2 (Standort) | Wohnhaus                                                                     | Zweigeschossiger Satteldachbau mit verputzten Fachwerkgiebeln, wohl erste Hälfte 18. Jahrhundert | D-5-76-113-12 Wikidata | BW                     |
| Kirchstraße 3 (Standort) | Bauernhaus                                                                   | Zweigeschossiger, giebelständiger Satteldachbau mit verputztem Fachwerk-Obergeschoss, wohl zweite Hälfte 18. Jahrhundert | D-5-76-113-13 Wikidata | BW                     |
| Kirchstraße 11 (Standort) | Wohnhaus                                                                     | Zweigeschossiger, verputzter Massivbau mit Walmdach, erste Hälfte 19. Jahrhundert | D-5-76-113-14 Wikidata | weitere Bilder         |
| Kolpingstraße 3 (Standort) | Scheune                                                                      | Erdgeschossiger Fachwerkbau mit Steilsatteldach, erste Hälfte 19. Jahrhundert | D-5-76-113-15 Wikidata | BW                     |
| Kolpingstraße 7 (Standort) | Forsthaus                                                                    | Zweigeschossiger, schlossartiger Putzbau mit Zeltdach, Fledermausgauben und runden Eckerkern mit Holzbalustern, reduziert historisierend, von Julius von Blaul und K. von Godin, bezeichnet „1914“ Rest des Grabens des ehemaligen Schlosses, mittelalterlich | D-5-76-113-16 Wikidata | Forsthaus              |
| Kolpingstraße 14 (Standort) | Wohnhaus                                                                     | Erdgeschossiger Putzbau auf hohem Sockelgeschoss mit Mansarddach, Voluten an den Giebelansätzen und Zwerchhaus mit Dreiecksgiebel, erstes Drittel 19. Jahrhundert Südlich Toreinfahrt, verputzte Steinmauer und Torpfeiler mit seitlichen Voluten, gleichzeitig | D-5-76-113-18 Wikidata | BW                     |
| Marktplatz 1 (Standort) | Ehemaliges Amtsgericht, dann Schulhaus, jetzt Rathaus                        | Zweigeschossiger, giebelständiger Massivbau mit Satteldach und Fassadengliederung durch Putzbänder, barock, um 1730 | D-5-76-113-20 Wikidata | weitere Bilder         |
| Marktplatz 4 (Standort) | Türgewände                                                                   | Sandstein, bezeichnet „1718“ | D-5-76-113-21 Wikidata | Türgewände             |
| Marktplatz 6 (Standort) | Wirtshausausleger                                                            | Mit figürlichen Motiven, Schmiedeeisen, Rokoko | D-5-76-113-22 Wikidata | Wirtshausausleger      |
| Marktplatz 7 (Standort) | Stützsäule                                                                   | Im Untergeschoss eines Neubaus, Holz, bezeichnet „1745“ | D-5-76-113-23 Wikidata | BW                     |
| Marktplatz 8 (Standort) | Bürgerhaus                                                                   | Zweigeschossiger, giebelständiger Massivbau mit Satteldach und geohrtem Türgewände, um Mitte 18. Jahrhundert | D-5-76-113-24 Wikidata | Bürgerhaus             |
| Marktplatz 9 (Standort) | Katholische Pfarrkirche Mariä Himmelfahrt                                    | Giebelständiger Saalbau mit Satteldach, Lisenengliederung und seitlich im Langhaus integrierten Turm mit Haubendach, Langhaus mit Stichkappengewölbe und eingezogener Chor, barock, von Johann Baptist Camesino, 1708–10; 1733 auf Chorseite erweitert, 1927 verlängert, 1945 nach Kriegsschäden wiederhergestellt; mit Ausstattung                                                                                            | D-5-76-113-25 Wikidata | weitere Bilder         |
| Marktplatz 10 (Standort) | Ehemaliges Spital                                                            | Zweigeschossiger, traufseitiger Putzbau mit Lisenengliederung, Satteldach und Mittelrisalit mit segmentbogigem Zwerchgiebel, Voluten und Säulenportal, barock, von Johannes Puchtler, 1736–1738 | D-5-76-113-26 Wikidata | weitere Bilder         |
| Marktplatz 16 (Standort) | Gasthaus                                                                     | In Ecklage, zweigeschossiger, traufseitiger und verputzter Massivbau mit Fassadengliederung durch Putzbänder und Satteldach, bezeichnet „1756“ | D-5-76-113-28 Wikidata | Gasthaus               |
| Marktplatz 19 (Standort) | Hausmadonna                                                                  | Wohl 18. Jahrhundert | D-5-76-113-29 Wikidata | BW                     |
| Marktplatz 20 (Standort) | Ehemaliges Herrenhaus der Leonischen Fabrik Gilardi, sogenanntes Gilardihaus | Zweigeschossiger Putzbau mit reichem Stuckdekor, Mansardwalmdach, Dachreiter und Mittelrisalit mit kolossaler Pilastergliederung und Dreiecksgiebel mit Uhr, barock, von Gabriel de Gabrieli, 1723–1728; mit Ausstattung | D-5-76-113-30 Wikidata | weitere Bilder         |
| Marktplatz (Standort) | Ehemaliges Herrenhaus der Leonischen Fabrik Gilardi, Vorplatz                | Mit Pilonen und Kettenabsperrungen sowie Bäumchenreihe, gleichzeitig | D-5-76-113-30 Wikidata | weitere Bilder         |
| Marktplatz 20 (Standort) | Ehemaliges Herrenhaus der Leonischen Fabrik Gilardi, Hofeinfahrt             | Verputzte Steinmauer und Portal mit Segmentbogengiebel und seitlichen Voluten, gleichzeitig; siehe auch Gilardistraße 2 | D-5-76-113-30 Wikidata | BW                     |
| Marktplatz 22 (Standort) | Wohnhaus                                                                     | Zweigeschossiger Massivbau mit Walmdach, Zusammenfassung zweier älterer Vorgängerbauten und eines rückwärtigen Anbaus, wohl erste Hälfte 19. Jahrhundert, Walmdach um 1920 | D-5-76-113-31 Wikidata | weitere Bilder         |
| Marktplatz 25 (Standort) | Bürgerhaus, sogenanntes Heckelhaus                                           | Dreigeschossiger, giebelständiger Putzbau mit Satteldach, geschweiftem Giebel und seitlichem Turmpavillon mit Madonnenfigur in Laterne, im Kern 17. Jahrhundert, Fassadenneugestaltung und Turmpavillon wohl von Gabriel de Gabrieli, 1722 | D-5-76-113-32 Wikidata | weitere Bilder         |
| Marktplatz 26 (Standort) | Nebengebäude                                                                 | Nebengebäude, schmaler, zweigeschossiger und giebelständiger Satteldachbau mit geschweiftem Giebel, Sonnenuhr an der Fassade und hofseitigem hölzernem Laubengang, wohl 1722 | D-5-76-113-32 Wikidata | weitere Bilder         |
| Marktplatz 26 (Standort) | Hofeinfahrt                                                                  | Torhaus, zwischen Haupthaus und Nebengebäude, zweigeschossiger Massivbau mit rundbogiger Durchfahrt, um 1722 | D-5-76-113-32 Wikidata | weitere Bilder         |
| Marktplatz 27 (Standort) | Hofeinfahrt                                                                  | Torbogen, westlich des Nebengebäudes, um 1722 | D-5-76-113-32 Wikidata | weitere Bilder         |
| Nähe Hilpoltsteiner Straße; Polsdorfer Straße 2; Rother Straße 3 (Standort)                                                                  | Michele-Gedenkstein                                                          | Sandstein, 19. Jahrhundert | D-5-76-113-6 Wikidata  | BW                     |
| Nähe Nürnberger Straße; Johannisbrücke an der Nürnberger Straße/Ecke Johannisstraße, Hilpoltsteiner Straße/Ecke Polsdorfer Straße (Standort) | Figur des Heiligen Nepomuk                                                   | Stein, 18./19. Jahrhundert | D-5-76-113-37 Wikidata | BW                     |
| Nürnberger Straße (Standort) | Kriegerdenkmal für 1870/71 und 1914/18                                       | Steinobelisk auf hohem Inschriftsockel mit bekrönendem Bronzeadler aufgesetzt, 1882 am Marktplatz aufgestellt, um 1925 Bronzeadler, 1949 an heutigen Standort versetzt | D-5-76-113-38 Wikidata | BW                     |
| Nürnberger Straße 17 (Standort) | Friedhof                                                                     | Alter Teil, wohl 17./18. Jahrhundert, mit Grabmälern Katholische Friedhofskirche St. Sebastian, Saalbau mit Satteldach, traufseitiger Erschließung und Fachwerk-Dachreiter mit Zwiebelhaube, bezeichnet „1680“, nach Osten erweitert 1790 (dendrochronologisch datiert); mit Ausstattung Grabkapelle der Familie Heckel, verputzter Massivbau mit abgewalmtem Satteldach, um 1730/1750; mit Ausstattung                        | D-5-76-113-33          | Friedhof               |
| An der Straße nach Reckenstetten () | Steinkreuz                                                                   | 1475 nicht nachqualifiziert, im Bayerischen Denkmal-Atlas nicht kartiert | D-5-76-113-35 Wikidata |                        |
| An der Straße nach Reckenstetten () | Steinkreuz                                                                   | 1516 nicht nachqualifiziert, im Bayerischen Denkmal-Atlas nicht kartiert | D-5-76-113-36 Wikidata |                        |
| Vorstadt 2 (Standort) | Wohnhaus                                                                     | Zweigeschossiger, verputzter Massivbau mit Walmdach, bezeichnet „1741“ | D-5-76-113-72 Wikidata | BW                     |

### Altenfelden
| Lage                                      | Objekt                             | Beschreibung | Akten-Nr.              | Bild                               |
| ----------------------------------------- | ---------------------------------- | --- | ---------------------- | ---------------------------------- |
| Altenfelden 12 (Standort)                 | Ehemaliges Wohnstallhaus           | Erdgeschossiger, giebelständiger Satteldachbau mit verputztem Fachwerkgiebel, wohl 18. Jahrhundert | D-5-76-113-73 Wikidata | Ehemaliges Wohnstallhaus           |
| Altenfelden 19; In Altenfelden (Standort) | Katholische Filialkirche St. Vitus | Sandsteinquaderbau mit Satteldach und Chorturm mit Zeltdach und Laterne, flachgedecktes Langhaus und eingezogener, flachgedeckter Chor, Turmuntergeschosse mittelalterlich, Langhaus 17./18. Jahrhundert; mit Ausstattung Reste der ehemaligen Umgrenzung des Kirchhofes, Sandsteinpfosten, wohl 18. Jahrhundert | D-5-76-113-39 Wikidata | Katholische Filialkirche St. Vitus |
| Altenfelden 24 (Standort)                 | Ehemaliges Wohnstallhaus           | Erdgeschossiger, verputzter Sandsteinquaderbau mit Satteldach und verputztem Fachwerkgiebel, erste Hälfte 19. Jahrhundert | D-5-76-113-74 Wikidata | BW                                 |

### Appelhof
| Lage                                  | Objekt                                                                                          | Beschreibung | Akten-Nr.              | Bild           |
| ------------------------------------- | ----------------------------------------------------------------------------------------------- | --- | ---------------------- | -------------- |
| Appelhof 21; Nähe Appelhof (Standort) | Jagd- und Lustschlösschen Appelhof, für den Allersberger Fabrikbesitzer Jacob Gilardi errichtet | Zweigeschossiger Putzbau mit Walmdach, Mittelrisaliten mit Dreiecksgiebeln und Spätrokokobemalung der Fassaden, nach Mitte 18. Jahrhundert, Bemalung 1904 freigelegt und restauriert Gartenparterre, an der Ostseite des Schlösschens, wohl 18. Jahrhundert Ehemalige Allee nach Allersberg, südlich des Schlösschens, 18./19. Jahrhundert, Einfriedung, Sandsteinquadermauer an der Westseite und Pfeilgitterzaun mit Tor an der Südseite, wohl spätes 19./frühes 20. Jahrhundert Ehemaliger Schafstall, dann Graf Faber-Castell'sches Forsthaus, erdgeschossiger, langgestreckter Walmdachbau, 18. Jahrhundert, 1910 umgebaut | D-5-76-113-41 Wikidata | weitere Bilder |

### Brunnau
| Lage                                        | Objekt                         | Beschreibung | Akten-Nr.               | Bild |
| ------------------------------------------- | ------------------------------ | --- | ----------------------- | ---- |
| Brunnau 15 (Standort)                       | Bauernhof                      | Wohnstallhaus, erdgeschossiger, giebelständiger Sandsteinquaderbau mit Satteldach, 18./19. Jahrhundert Scheune, erdgeschossiger Fachwerkbau mit Sandsteinsockel und Satteldach, 17./18. Jahrhundert Backhaus, erdgeschossiger Sandsteinquaderbau mit Satteldach, wohl 18. Jahrhundert | D-5-76-113-43 Wikidata  | BW   |
| In Brunnau, gegenüber Brunnau 11 (Standort) | Ehemaliges Feuerwehrgerätehaus | Kleiner, erdgeschossiger Sandsteinquaderbau mit Walmdach, bezeichnet „1829“ | D-5-76-113-42 Wikidata  | BW   |
| Wagnersmühlholz, am Judenweg (Standort)     | Grenzstein                     | Dreieckig, mit Adler- und Rautenwappen, Sandstein, bezeichnet „1524“ und „1676“ | D-5-76-143-134 Wikidata | BW   |

### Ebenried
| Lage                    | Objekt                                     | Beschreibung | Akten-Nr.              | Bild           |
| ----------------------- | ------------------------------------------ | --- | ---------------------- | -------------- |
| Ebenried 83 (Standort)  | Evangelisch-lutherische Pfarrkirche        | Sichtziegelbau mit Sandsteingliederung, Satteldach und hohem Fassadenturm mit Spitzhelm, neugotisch, 1897; mit Ausstattung | D-5-76-113-44 Wikidata | weitere Bilder |
| Ebenried 123 (Standort) | Ehemaliges evangelisches Pfarrhaus         | Zweigeschossiger Sandsteinquaderbau mit Walmdach un Sohlbankgesims, 1807 Waschhaus, wohl noch 18. Jahrhundert              | D-5-76-113-53 Wikidata | BW             |
| Ebenried 124 (Standort) | Ehemaliges evangelisches Schulhaus         | Zweigeschossiger Sandsteinquaderbau mit Walmdach und Sohlbankgesims, 1838                                                  | D-5-76-113-55 Wikidata | BW             |
| Ebenried 126 (Standort) | Katholische Filialkirche Mariä Himmelfahrt | Saalbau mit Sandsteingliederung, Satteldach und seitlichem Turm mit Spitzhelm, neuromanisch, 1902; mit Ausstattung         | D-5-76-113-45 Wikidata | weitere Bilder |
| Ebenried 133 (Standort) | Ehemaliges katholisches Schulhaus          | Zweigeschossiger Sandsteinquaderbau mit Walmdach und erdgeschossigem, Anbau an der Rückseite, 1835                         | D-5-76-113-54 Wikidata | BW             |

### Eisbühl
| Lage                    | Objekt     | Beschreibung                                                                                  | Akten-Nr.              | Bild |
| ----------------------- | ---------- | --------------------------------------------------------------------------------------------- | ---------------------- | ---- |
| Nähe Eisbühl (Standort) | Hofkapelle | Erdgeschossiger, verputzter Massivbau mit Satteldach und Dachreiter, um 1900; mit Ausstattung | D-5-76-113-56 Wikidata | BW   |

### Eismannsdorf
| Lage                       | Objekt                  | Beschreibung                                                                                       | Akten-Nr.              | Bild |
| -------------------------- | ----------------------- | -------------------------------------------------------------------------------------------------- | ---------------------- | ---- |
| Eismannsdorf 10 (Standort) | Katholische Ortskapelle | Verputzter Satteldachbau mit Dachreiter und Dreiseitschluss, Ende 18. Jahrhundert; mit Ausstattung | D-5-76-113-57 Wikidata | BW   |

### Göggelsbuch
| Lage                                    | Objekt                                | Beschreibung | Akten-Nr.              | Bild           |
| --------------------------------------- | ------------------------------------- | --- | ---------------------- | -------------- |
| Göggelsbucher Hauptstraße 29 (Standort) | Katholische Expositurkirche St. Georg | Verputzter Satteldachbau mit Ostturm mit Sandsteinobergeschossen und Spitzhelm, Chor mit Quertonne in Langhausbreite und flachgedecktes Langhaus, Turmuntergeschosse gotisch, Chor und Langhaus wohl vor 1684; mit Ausstattung Teile der Kirchhofmauer, Sandsteinquader und Torpfosten, 17./19. Jahrhundert | D-5-76-113-58 Wikidata | weitere Bilder |
| Göggelsbucher Hauptstraße 40 (Standort) | Expositurhaus                         | Zweigeschossiger, giebelständiger Sandsteinquaderbau mit Satteldach, 1879 Nebengebäude, östlich anschließend, erdgeschossiger, traufseitiger Sandsteinquaderbau mit Satteldach, wohl gleichzeitig | D-5-76-113-60 Wikidata | Expositurhaus  |

### Grashof
| Lage                 | Objekt        | Beschreibung                                                          | Akten-Nr.              | Bild |
| -------------------- | ------------- | --------------------------------------------------------------------- | ---------------------- | ---- |
| Grashof 1 (Standort) | Wohnstallhaus | Erdgeschossiger Satteldachbau mit Fachwerkgiebel, 17./18. Jahrhundert | D-5-76-113-75 Wikidata | BW   |

### Heblesricht
| Lage                      | Objekt                  | Beschreibung                                                                                                   | Akten-Nr.              | Bild |
| ------------------------- | ----------------------- | --- | ---------------------- | ---- |
| Heblesricht 13 (Standort) | Wohnstallhaus           | Erdgeschossiger Satteldachbau mit Fachwerkgiebel, 18. Jahrhundert                                              | D-5-76-113-62 Wikidata | BW   |
| Heblesricht 16 (Standort) | Katholische Ortskapelle | Verputzter Massivbau mit Satteldach, Dachreiter und dreiseitigen Abschluss, bezeichnet „1813“; mit Ausstattung | D-5-76-113-61 Wikidata | BW   |

### Kronmühle
| Lage                   | Objekt        | Beschreibung                                                                        | Akten-Nr.              | Bild |
| ---------------------- | ------------- | ----------------------------------------------------------------------------------- | ---------------------- | ---- |
| Kronmühle 1 (Standort) | Mühle         | Erdgeschossiger Sandsteinquaderbau mit Satteldach, zweite Hälfte 18. Jahrhundert    | D-5-76-113-63 Wikidata | BW   |
| Kronmühle 2 (Standort) | Wohnstallhaus | Erdgeschossiger, verputzter Massivbau mit Satteldach, zweite Hälfte 18. Jahrhundert | D-5-76-113-64 Wikidata | BW   |

### Lampersdorf
| Lage                      | Objekt                  | Beschreibung                                                                                  | Akten-Nr.              | Bild |
| ------------------------- | ----------------------- | --------------------------------------------------------------------------------------------- | ---------------------- | ---- |
| In Lampersdorf (Standort) | Katholische Ortskapelle | Verputzter Satteldachbau mit Dachreiter und Dreiseitschluss, 18. Jahrhundert; mit Ausstattung | D-5-76-113-65 Wikidata | BW   |

### Polsdorf
| Lage                   | Objekt      | Beschreibung | Akten-Nr.              | Bild |
| ---------------------- | ----------- | --- | ---------------------- | ---- |
| Polsdorf 15 (Standort) | Ortskapelle | Erdgeschossiger, verputzter Massivbau mit Satteldach und Dachreiter, in Barockformen, 18./19. Jahrhundert; mit Ausstattung | D-5-76-113-76 Wikidata | BW   |

### Reckenstetten
| Lage                        | Objekt                  | Beschreibung                                                                                    | Akten-Nr.              | Bild           |
| --------------------------- | ----------------------- | ----------------------------------------------------------------------------------------------- | ---------------------- | -------------- |
| In Reckenstetten (Standort) | Katholische Ortskapelle | Erdgeschossiger, verputzter Massivbau mit Satteldach und Dachreiter, nach 1825; mit Ausstattung | D-5-76-113-77 Wikidata | weitere Bilder |

### Sankt Wolfgang
| Lage | Objekt                                    | Beschreibung | Akten-Nr.                        | Bild           |
| --- | ----------------------------------------- | --- | -------------------------------- | -------------- |
| Sankt-Wolfgang 2; Im Hirschfort; Sankt-Wolfgang 1; Kreuzweg; Ortsflur, entlang der südlichen Auffahrt zur Wallfahrtskirche Eppersdorf (Standort) | Katholische Wallfahrtskirche St. Wolfgang | Verputzter Massivbau mit Satteldach, geschweiftem Segmentgiebel und Dachreiter, Saalbau mit segmentförmiger Spiegeldecke und halbrundem Chorabschluss, barock, 1726; mit Ausstattung | D-5-76-113-67 Wikidata           | weitere Bilder |
| Sankt-Wolfgang 2; Im Hirschfort; Sankt-Wolfgang 1; Kreuzweg; Ortsflur, entlang der südlichen Auffahrt zur Wallfahrtskirche Eppersdorf (Standort) | Kreuzweg                                  | 14 Kreuzwegstationen, bildstockartige Sandsteinpfeiler mit modernen Bronzebildern, 18. Jahrhundert                                                                                   | D-5-76-113-67 zugehörig Wikidata | weitere Bilder |

### Schönbrunn
| Lage                    | Objekt                  | Beschreibung                                                                                                 | Akten-Nr.              | Bild |
| ----------------------- | ----------------------- | --- | ---------------------- | ---- |
| Schönbrunn 9 (Standort) | Katholische Ortskapelle | Erdgeschossiger, verputzter Massivbau mit Satteldach, Dachreiter und dreiseitigem Abschluss, 19. Jahrhundert | D-5-76-113-68 Wikidata | BW   |

### Stockach
| Lage                        | Objekt                  | Beschreibung                                                                                  | Akten-Nr.              | Bild |
| --------------------------- | ----------------------- | --------------------------------------------------------------------------------------------- | ---------------------- | ---- |
| Stockacher Espan (Standort) | Katholische Ortskapelle | Verputzter Satteldachbau mit Dachreiter und Dreiseitschluss, 19. Jahrhundert; mit Ausstattung | D-5-76-113-69 Wikidata | BW   |

### Uttenhofen
| Lage                     | Objekt                                           | Beschreibung | Akten-Nr.              | Bild           |
| ------------------------ | ------------------------------------------------ | --- | ---------------------- | -------------- |
| Uttenhofen 16 (Standort) | Katholische Filialkirche St. Johannes Evangelist | Kleiner verputzter Saalbau mit eingezogenem Chor und Fassadenturm aus Sandsteinquadern mit Spitzhelm, 1758, im Kern älter, Turm 19. Jahrhundert; mit Ausstattung | D-5-76-113-70 Wikidata | weitere Bilder |

## Ehemalige Baudenkmäler
In diesem Abschnitt sind Objekte aufgeführt, die früher einmal in der Denkmalliste eingetragen waren, jetzt aber nicht mehr. Objekte, die in anderem Zusammenhang – also z. B. als Teil eines Baudenkmals – weiter eingetragen sind, sollen hier nicht aufgeführt werden. Aktennummern in diesem Abschnitt sind ehemalige, jetzt nicht mehr gültige Aktennummern.

| Lage                                                                                   | Objekt        | Beschreibung                                                                                  | Akten-Nr.              | Bild |
| -------------------------------------------------------------------------------------- | ------------- | --------------------------------------------------------------------------------------------- | ---------------------- | ---- |
| Allersberg Kolpingstraße 10 (Standort)                                                 | Türgewände    | Verputzter Sandstein, barock, zweite Hälfte 18. Jahrhundert                                   | D-5-76-113-17 Wikidata | BW   |
| Göggelsbuch Göggelsbucher Hauptstraße 36 (Standort)                                    | Wohnstallhaus | Erdgeschossiger, giebelständiger Steilsatteldachbau mit Fachwerkgiebel, bezeichnet mit „1701“ | D-5-76-113-59 Wikidata | BW   |
| Reckenstetten Ca. 1 km nordöstlich Reckenstetten am Waldrand Richtung Seligenporten () | Grenzstein    |                                                                                               | D-5-76-113-66 Wikidata |      |